# Božina Ivanović
Božina Ivanović (v srbské cyrilici Божина Ивановић, 21. prosince 1931, Podgorica - 10. října 2002) byl jugoslávský komunistický politik z Černé Hory. Vzděláním byl antropolog.
V poválečném období vystudoval filozofii v Podgorici a také vstoupil do komunistické strany (1949). Jeho postupně se rozvíjející politickou kariéru (nejprve byl ředitelem titogradské televize, od roku 1988 byl i v předsednictvu Svazu komunistů Černé Hory) ukončily lednové demonstrace v roce 1989 v Podgorici. Ivanović byl odstraněn a nahrazen politiky loajální k Miloševićovi, jakými byli např. Milo Đukanović, či Momir Bulatović.
Po těchto událostech se stáhl z politiky a věnoval se výlučně antropologii. Byl členem Akademie věd Černé Hory a pomáhal založit Matici černohorskou.